# Aeroport (district)
Aeroport (Муниципальный округ Аэропорт) est un district municipal de la ville de Moscou, capitale de la Russie, dépendant du district administratif nord.
Son nom vient du fait de la présence, sur son territoire, de l'aérodrome Khodynka fut l'unique aéroport moscovite jusqu'à l'ouverture de l'aéroport international de Vnoukovo en 1941, et n'est plus en activité aujourd'hui.

Cependant, le district accueille toujours en son sein les sièges sociaux de trois des principaux constructeurs aéronautiques russes : Iliouchine, Yakovlev et Irkut.